# Kurt Wehrle (Historiker)
Kurt Wehrle (* 4. Januar 1938 in Basel; † 28. Mai 1994; heimatberechtigt in Basel) war ein Schweizer Historiker.

## Leben
Wehrle absolvierte die eidgenössische Matura Typus B. Er studierte Geschichte, Philosophie, Deutsch und Französisch an den Universitäten Basel, Paris und Genf. 1964 promovierte er bei Edgar Bonjour mit einer Dissertation über «Die geistige Entwicklung Johannes von Müllers». Er machte das Oberlehrerdiplom und unterrichtete ab 1967 als festangestellter Gymnasiallehrer mit Teilpensum. 1977 habilitierte er sich mit einer Schrift über «Analektik und Dialektik der restaurativen Intention».
Obwohl Wehrle nicht auf der Dreierliste der Berufungskommission der Philosophisch-Historischen Fakultät stand und von dieser als ungeeignet erachtet wurde, berief ihn der Regierungsrat des Kantons Basel-Stadt am 27. April 1982 als Nachfolger von Herbert Lüthy zum ordentlichen Professor für Neuere Allgemeine Geschichte und Schweizergeschichte. Gegen diesen Entscheid protestierten die Gruppen der Dozierenden, Assistierenden und Studierenden des Historischen Seminars der Universität Basel. Die Studierenden führten einen dreitägigen Streik und weitere Aktionen durch. Den Demonstrationszug von 900 bis 1000 Teilnehmenden vor das Basler Rathaus vom 6. Mai 1982 bezeichnete der Tages-Anzeiger als «grösste Studentendemonstration seit 1968».
Dabei wurde Wehrles Kompetenz bezweifelt und sein geistesgeschichtlicher Ansatz (Vorwurf einer eurozentrischen und rassistischen Denkweise) und seine unnötig komplizierte Ausdrucksweise kritisiert. Ausserdem wurde behauptet, dass Wehrle vom damals mehrheitlich bürgerlichen Regierungsrat auf Grund von politischen Erwägungen gewählt worden sei. Viele Studenten boykottierten auf Jahre hinaus seine Lehrveranstaltungen.
Als Wehrle im Wintersemester 1988/89 turnusgemäss Vorsteher des Historischen Seminars wurde, kam es innerhalb des Seminars zum offenen Konflikt. Schliesslich wurde Wehrles Lehrstuhl als eigenes Institut (Institut für spezielle Aspekte europäischer Geschichte und der internationalen Politik, ab 1991 Institut für spezielle europäische Geschichte) ausgegliedert bei gleichzeitiger Freigabe des Lehrstuhls Lüthy zur Neubesetzung. Das neugeschaffene Institut wurde 1994 nach Wehrles Tod wieder aufgelöst.
Einer seiner Assistenten war Lukas Schmutz, heute Leiter der Inlandredaktion von Radio SRF.
Wehrle war ab 1982 Oberstleutnant im Generalstab der Schweizer Armee.

## Schriften
- Die geistige Entwicklung Johannes von Müllers: Ein historischer Beitrag zum Freiheitsproblem des jungen Idealismus (= Basler Beiträge zur Geschichtswissenschaft. Bd. 98). Helbing & Lichtenhahn, Basel 1965 (Dissertation, Universität Basel, 1963).
- Analektik und Dialektik der restaurativen Intention: Ein Grundlagenbeitrag zur kontinentaleuropäischen Verhaltensproblematik 1780–1840 (= Basler Beiträge zur Geschichtswissenschaft. Bd. 141). Helbing & Lichtenhahn, Basel 1980, ISBN 3-7190-0759-6 (Habilitationsschrift, Universität Basel)